# Проективный предел
Проективный предел (обратный предел) — используемая в различных разделах математики конструкция, которая позволяет построить новый объект {\displaystyle X} по семейству (индексированному направленным множеством) однотипных объектов {\displaystyle X_{i}} и набору отображений {\displaystyle f_{ij}:X_{j}\to X_{i}}, {\displaystyle i\leqslant j}. Один из видов пределов в теории категорий.
Для проективного предела обычно используются следующие обозначения:
{\displaystyle X=\varprojlim X_{i}},
{\displaystyle X=\projlim X_{i}}.
Проективный предел можно определить в произвольной категории. Двойственное понятие — прямой предел.

## История
Проективные пределы появляются в работах Александрова. 

## Определение

### Алгебраические структуры
Для алгебраических систем проективный предел определяется следующим образом. Пусть {\displaystyle I} — направленное множество {\displaystyle \leqslant } (например, множество целых чисел), и пусть каждому элементу {\displaystyle i\in I} сопоставлена алгебраическая система {\displaystyle X_{i}} из какого-либо фиксированного класса (например, абелевых групп, модулей над заданным кольцом), а каждой паре {\displaystyle (i,\;j)}, такой что {\displaystyle i,\;j\in I}, {\displaystyle i\leqslant j}, сопоставлен гомоморфизм {\displaystyle f_{ij}:X_{j}\to X_{i}}, причём {\displaystyle f_{ii}} — тождественные отображения для любого {\displaystyle i\in I} и {\displaystyle f_{ik}=f_{ij}\circ f_{jk}} для любых {\displaystyle i\leqslant j\leqslant k} из {\displaystyle I}. Тогда множество-носитель проективного предела направленного семейства — это подмножество {\displaystyle X} прямого произведения {\displaystyle X_{i}}, для элементов которого каждая компонента эквивалентна компонентам с меньшими индексами:
{\displaystyle \varprojlim X_{i}={\biggl \{}(x_{i})\in \prod _{i\in I}X_{i}\;{\bigg |}\;x_{i}=f_{ij}(x_{j})\ \forall i\leqslant j{\biggr \}}.}
Существуют канонические проекции {\displaystyle \pi _{i}\colon X\to X_{i}}, выбирающие {\displaystyle i}-ю компоненту прямого произведения для каждого {\displaystyle i\in I}. Эти проекции должны являться гомоморфизмами, исходя из этого можно восстановить добавленную алгебраическую структуру на проективном пределе.

### Общий случай

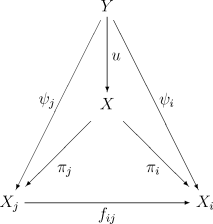

В произвольной категории проективный предел можно описать при помощи его универсального свойства. Пусть {\displaystyle (X_{i},f_{ij})} — семейство объектов и морфизмов категории C, удовлетворяющее тем же требованиям, что и в предыдущем пункте. Тогда {\displaystyle X} называется проективным пределом системы {\displaystyle (X_{i},f_{ij})}, или {\displaystyle X=\varprojlim X_{i}}, если выполнены следующие условия:
1. существует такое семейство отображений {\displaystyle \pi _{i}:X\to X_{i}}, что {\displaystyle \pi _{i}=f_{ij}\circ \pi _{j}} для любых {\displaystyle i\leqslant j};
2. для любого семейства отображений {\displaystyle \psi _{i}:Y\to X_{i}}, произвольного объекта {\displaystyle Y}, для которого выполнены равенства {\displaystyle \psi _{i}=f_{ij}\circ \psi _{j}} для любых {\displaystyle i\leqslant j}, существует единственное отображение {\displaystyle u:Y\to X}, что {\displaystyle \psi _{i}=\pi _{i}\circ u}, для всех {\displaystyle i\in I}.

Более общо, проективный предел — это предел в категорном смысле системы {\displaystyle (X_{i},f_{ij})}.

## Примеры
- Целые {\displaystyle p}-адические числа являются проективным пределом последовательности {\displaystyle \mathbb {Z} _{p^{n}}} с естественными отображениями вида «взятие остатка» {\displaystyle \mathbb {Z} _{p^{n}}\to \mathbb {Z} _{p^{m}}} при {\displaystyle n\geqslant m}.
- Кольцо {\displaystyle \textstyle R[[t]]} формальных степенных рядов над коммутативным кольцом {\displaystyle R} — проективный предел колец {\displaystyle \textstyle R[t]/t^{n}R[t]}, индексированных натуральными числами, с естественными проекциями {\displaystyle \textstyle R[t]/t^{n+j}R[t]\to \textstyle R[t]/t^{n}R[t]}.
- Канторово множество гомеоморфно проективному пределу произведений двуточечных множеств (с дискретной топологией) с проекциями на первые несколько координат в качестве отображений.
- Проконечные группы определяются как проективные пределы конечных (дискретных) групп.
- В категории топологических пространств проективные пределы задаются инициальной топологией[англ.] на соответствующем множестве-носителе.